# Ahti Karjalainen
Ahti Kalle Samuli Karjalainen (10 de febrero de 1923-7 de septiembre de 1990) fue un político finlandés y gobernador del Banco de Finlandia. Pertenecía al partido de centro. 
Karjalainen fue primer ministro de Finlandia de 1962 a 1963 y de 1970 a 1971. También fue ministro de exterior de 1961-1962, 1964-1970 y de 1972-1975. Se pensó que hubiera
sido candidato en las elecciones presidenciales de 1982, pero perdió las primarias contra Johannes Virolainen. De 1982 a 1983 fue gobernador del Banco de Finlandia.
| Predecesor: Martti Miettunen Teuvo Aura | Primer ministro de Finlandia 1962 - 1963 1970 - 1971 | Sucesor: Reino Ragnar Lehto Teuvo Aura |

- Datos: Q402977
- Multimedia: Ahti Karjalainen / Q402977